# Eugen Bamberger
Eugen Bamberger (Berlim, 19 de julho de 1857 — Ponte Tresa, 10 de dezembro de 1932) foi um químico alemão.
Descobriu o rearranjo de Bamberger.

## Vida e obra
Bamberger iniciou a estudar medicina em 1875 na Universidade de Berlim, mas depois de um ano desistiu da medicina e iniciou a estudar ciências na Universidade de Heidelberg, em 1876. Retornou a Berlim no mesmo ano, concentrando seus estudos em química. Obteve o doutorado trabalhando com August Wilhelm von Hofmann em Berlim, tornando-se assistente de Karl Friedrich August Rammelsberg em Charlottenburg, e em 1883 foi assistente de Adolf von Baeyer na Universidade de Munique onde, após habilitação em 1891, tornou-se professor associado de química.
O Instituto Federal de Tecnologia de Zurique (ETH) elegeu-o professor em 1893, onde ele permaneceu até uma grave doença levá-lo a aposentar-se em 1905. Padeceu de controle limitado de seu braço direito e dores de cabeça pelo resto de sua vida. Isto não o impediu de realizar pesquisas em um laboratório privado da ETH. Nos anos finais de sua vida morou em Ponte Tresa, Tessino, onde faleceu em 1932.